# Wereldkampioenschap voetbal 2006 (achtste finale) Zwitserland - Oekraïne
Deze pagina is een subpagina van het artikel Wereldkampioenschap voetbal 2006. Hierin wordt de wedstrijd tussen Zwitserland en Oekraïne, gespeeld op 26 juni, nader uitgelicht.

## Wedstrijdgegevens
| Datum                | 26 juni 2006                | 26 juni 2006                |
| Stadion              | RheinEnergieStadion, Keulen | RheinEnergieStadion, Keulen |
| Toeschouwers         | 45.000                      | 45.000                      |
| Scheidsrechter       | Benito Archundia            | Benito Archundia            |
| Assistenten          | José Ramírez Hector Vergara | José Ramírez Hector Vergara |
| Vierde man           | Jerome Damon                | Jerome Damon                |
| Man van de wedstrijd | Oleksandr Sjovkovskyj       | Oleksandr Sjovkovskyj       |
|                      | Zwitserland                 | Oekraïne                    |
| Doelpunten           | 0                           | 3                           |
| Gele kaarten         | 1                           | 0                           |
| Rode kaarten         | 0                           | 0                           |
| Wissels              | 3                           | 3                           |
| Schoten op doel      | 6                           | 2                           |
| Schoten naast doel   | 12                          | 10                          |
| Overtredingen        | 24                          | 20                          |
| Hoekschoppen         | 5                           | 6                           |
| Buitenspel           | 0                           | 1                           |
| Strafschoppen        | 3                           | 3                           |
| Balbezit (tijd)      | 40 min                      | 33 min                      |
| Balbezit (%)         | 55%                         | 45%                         |

| Zwitserland | 0 – 0               | Oekraïne |
| | goals (assist)      | |
| Marco Streller Tranquillo Barnetta Ricardo Cabanas | strafschoppen 0 – 3 | Andrij Sjevtsjenko Artem Milevsky Serhij Rebrov Oleg Goesjev |
| Jakob "Köbi" Kuhn | bondscoach          | Oleh Blochin |
| Pascal Zuberbühler Johan Djourou 34' Ludovic Magnin Johann Vogel Ricardo Cabanas Raphael Wicky Alexander Frei 117' Tranquillo Barnetta Patrick Müller Hakan Yakin 64' Philipp Degen | opstellingen        | Oleksandr Sjovkovskyj Andrij Nesmatsjny Anatoli Tymosjtsjoek Andrij Sjevtsjenko Oleg Shelayev Oleg Goesjev 111' Andrij Voronin Andriy Gusin 94' Andriy Vorobey Vladyslav Vashchuk 75' Maksim Kalinichenko |
| Stéphane Grichting 34' Marco Streller 64' Mauro Lustrinelli 117' | wissels             | 75' Roeslan Rotan 94' Serhij Rebrov 111' Artem Milevsky |
| Tranquillo Barnetta 59' | gele kaarten        | |
| | rode kaarten        | |

- NP=na penalty's

## Overzicht van wedstrijden
| Groepswedstrijden | | | |
| Groep A | Groep B | Groep C | Groep D |
| Duitsland - Costa Rica Polen - Ecuador Duitsland - Polen Ecuador - Costa Rica Ecuador - Duitsland Costa Rica - Polen             | Engeland - Paraguay Trinidad en Tobago - Zweden Engeland - Trinidad en Tobago Zweden - Paraguay Zweden - Engeland Paraguay - Trinidad en Tobago | Argentinië - Ivoorkust Servië en Montenegro - Nederland Argentinië - Servië en Montenegro Nederland - Ivoorkust Nederland - Argentinië Ivoorkust - Servië en Montenegro | Mexico - Iran Angola - Portugal Mexico - Angola Portugal - Iran Portugal - Mexico Iran - Angola                               |
| Groep E | Groep F | Groep G | Groep H |
| Italië - Ghana Verenigde Staten - Tsjechië Italië - Verenigde Staten Tsjechië - Ghana Tsjechië - Italië Ghana - Verenigde Staten | Australië - Japan Brazilië - Kroatië Brazilië - Australië Japan - Kroatië Japan - Brazilië Kroatië - Australië                                  | Frankrijk - Zwitserland Zuid-Korea - Togo Frankrijk - Zuid-Korea Togo - Zwitserland Togo - Frankrijk Zwitserland - Zuid-Korea                                           | Spanje - Oekraïne Tunesië - Saoedi-Arabië Spanje - Tunesië Saoedi-Arabië - Oekraïne Saoedi-Arabië - Spanje Oekraïne - Tunesië |
| Achtste finales | | | |
| Duitsland - Zweden Argentinië - Mexico                                                                                           | Italië - Australië Zwitserland - Oekraïne | Engeland - Ecuador Portugal - Nederland | Brazilië - Ghana Spanje - Frankrijk                                                                                           |
| Kwartfinales | | | |
| Duitsland - Argentinië | Italië - Oekraïne | Engeland - Portugal | Brazilië - Frankrijk |
| Halve finales | | | |
| Duitsland - Italië | Duitsland - Italië | Portugal - Frankrijk | Portugal - Frankrijk |
| Troostfinale | | | |
| Duitsland - Portugal | | | |
| Finale | | | |
| Italië - Frankrijk | | | |